# ローガン・バイリー
ローガン・バイリー（Logan Bailly、1985年12月27日 - ）は、ベルギー・リエージュ州リエージュ出身のサッカー選手。ポジションはゴールキーパー。

## 経歴
地元のスタンダール・リエージュ等の下部組織に在籍した後、KRCヘンクからレンタル移籍したKヒュースデン＝ゾルダーSKでプロデビューした。2006-07シーズンに正ゴールキーパーになると2008-09シーズン冬の移籍期間でボルシア・メンヒェングラートバッハに移籍した。

## 代表歴
2005年に初招集を受けた。2009年10月10日ディック・アドフォカートの初采配となるトルコ代表戦でベルギー代表デビューした。
2007年のUEFA U-21欧州選手権は準決勝で敗退した。2008年の北京オリンピックでは、3位決定戦でブラジル代表に敗れた。

## 所属クラブ
- KRCヘンク 2002-2008

→  Kヒュースデン＝ゾルダーSK 2003-2004 (Loan)
- ボルシア・メンヒェングラートバッハ 2008.12-2012

→  ヌーシャテル・ザマックス 2011 (Loan)
→  KRCヘンク 2012 (Loan)
- OHルーヴェン 2012-2015
- セルティックFC 2015-2017
- ロイヤル・エクセル・ムスクロン 2017-2018